# Yonhy Lescano
Yonhy Lescano Ancieta, né le 15 février 1959 à Puno, est un homme politique péruvien. Membre du parti Action populaire, dont il est secrétaire général de 2009 à 2011, il siège au Congrès de la République entre 2001 et 2019. Il est le candidat d’AP à l’élection présidentielle de 2021.

## Biographie
De 1976 à 1980, Yonhy Lescano étudie le droit à l'université catholique de Santa María à Arequipa. De 1984 à 2001, il travaille comme avocat dans sa ville natale de Puno. Il est également professeur de droit à l'université nationale de l'Altiplano (UNA) à Puno, de 1985 à 2001.
Il est membre du Congrès de 2001 à 2019. En parallèle, de 2009 à 2011, il est secrétaire général national du parti de centre droit Action populaire (AP).
En vue des élections générales de 2021, Yonhy Lescano remporte l’investiture de son parti pour la présidence du Pérou avec 64 % des voix exprimées, devançant Edmundo del Águila et Luis Enrique Gálvez. Alors que les sondages le donnaient comme l’un des favoris de la course présidentielle, il finit en cinquième position avec 9,1 % des suffrages exprimés.
Il quitte Action populaire en décembre 2023, accusant la direction du parti d'avoir « abandonné son idéologie et ses principes ». Sa démission survient alors que treize des quinze députés du parti sont mis en cause dans une affaire de corruption.